# رشته‌کوه آتشگاه
آتشگاه، آتشکده یا هاتشگاه، رشته‌کوهی جداشده از شاهو و از جملهٔ رشته‌کوه‌های زاگرس است که در جنوب شهر پاوه و در روستای خانقاه قرار دارد. این کوه از روستای شمشیر شروع می‌گردد و به رودخانهٔ سیروان منتهی می‌گردد. در جنوب کوه، شهرهای باینگان و بانه‌وره، در شمال آن پاوه و خانقاه و در شرق آن روستای شمشیر واقع گشته‌است.
قله آتشگاه به عنوان بلندترین قله دامنه جنوبی شاهو (۲۴۶۵ متر) دیدگاهی بسیار جالب و دیدنی دارد که منطقه‌ای وسیع تا نزدیکی کرمانشاه و روانسر و جوانرود و ثلاث باباجانی و حلبچه و شهرزور و مناطقی از کردستان و مریوان را تحت منظر خود قرار داده‌است. به‌همین علت در زمان زردشتیان جای روشن کردن آتش بوده که به آن وسیله پیام آیین خودرا اعلام می کرده اند.
آتشکده این کوه حدود ۷۵۰–۸۰۰ سال مداوم دائر بوده و از قدیم‌الایام جایگاه زیارت و آتشکدهٔ زرتشتیان بوده و در آن به مدت ۸۰۰ سال آتش روشن شده‌است. آثار بسیار زیادی از دوره‌های قبل از اسلام در کوهستان‌های روستای خانقاه یافت شده‌است که نشان از وجود امکانی جهت پشتیبانی تجهیزاتی و عذایی از کوه آتشگاه می‌باشد. از جمله وجود کوره‌ها و دخمه‌های بسیار بزرگی در منطقه بیار و قلعه گاورهای روستای خانقاه می‌باشد.
آتشکده تا فتح ایران توسط مسلمانان، دایر بوده و پس از ان اطلاعات درست و مستندی دربارهٔ نحوه تخریب یا متروک شدن آن وجود ندارد. 
مسیرهای اصلی صعود به این قله به شرح زیر است:
1. خانقاه، کوه بیار، گردنه مله تاوگ، چشمه همروله، گردنه ایوان.
2. خانقاه، کوه بیار، گردنه مله تاوگ، چشمه هانه شیخ حسن، منطقه سرچال.
3. خانقاه، چشمه شلماو، چشمه هانه شیخ حسن، منطقه سرچال.
4. خانقاه، چشمه گارا، گذرگاه بیشکه‌کول، منطقه گالان و گولان.
5. بانه‌وره، جاده وراش، نرسیده به وراش.